# Colin Campbell (Regisseur, II)
Colin Peter Campbell (* ca. 1970) ist ein US-amerikanischer Film- und Theaterregisseur, Drehbuchautor und Filmproduzent. Gemeinsam mit seiner Ehefrau Gail Lerner war er für den Kurzfilm Seraglio 2001 für einen Oscar nominiert.

## Leben und Karriere
Campbell wuchs in New Jersey auf. Er hält einen Master of Fine Arts in Theaterregie der Columbia University und einen Bachelor of Arts in Anthropologie/Theater der University of Pennsylvania. Er wirkte zunächst als Resident Artist am Institute on Arts and Civic Dialogue der Harvard University. Campbell unterrichtete Schauspiel an der New York Film Academy und Drehbuch bei Young Playwrights Inc.
Er zog 1997 von New York City nach Los Angeles. Gemeinsam mit Gail Lerner schrieb und drehte Campbell 2000 die Kurzfilmkomödie Seraglio, die beim Festival des amerikanischen Films 2000 als Bester Kurzfilm ausgezeichnet wurde. Bei der Oscarverleihung 2001 war der Film als Bester Kurzfilm nominiert. In den nächsten Jahren produzierte er weitere Kurzfilme. Ab dem Jahr 2015 entstanden auch erste Arbeiten für das Fernsehen. Seit dem Jahr 2019 führte Campbell bei 20 Episoden der Fernsehserie Dealbreakers Regie.
Als Theaterregisseur inszenierte er unter anderem Stücke für Mark Taper Forum’s New Works Festival, das A.S.K. Theater Project und am Cornerstone Theater. Campbell schrieb auch das Stück Golden Prospects: A Los Angeles Melodrama, das er in Los Angeles auch selbst inszenierte. Die unter seiner Regie entstandene Produktion wurde für fünf LA Weekly Awards nominiert, darunter dem für die Beste Produktion des Jahres.
Aus seiner 1997 geschlossenen Ehe mit Gail Lerner gingen zwei Kinder hervor, die beide bei einem Verkehrsunfall im Juni 2019 getötet wurden, bei dem auch Campbell schwer und Lerner leicht verletzt wurden. Die erste Folge der sechsten Staffel der Fernsehserie Black-ish, die von ihrer Mutter co-produziert wurde, ist beiden Kindern gewidmet. Campbell arbeitet an einem Solo-Theaterprogramm Grief: A One Man ShitShow.

## Filmografie (Auswahl)
Regie
- 2000: Seraglio (Kurzfilm)
- 2003: Tan Lines: The Making of Suntanned Bikini (Kurzfilm)
- 2004: Tube (Kurzfilm)
- 2004: The Speeding Ticket (Kurzfilm)
- 2005: Escorched (Kurzfilm)
- 2008: Pants on Fire
- 2010: Delicious (Kurzfilm)
- 2011: Guido
- 2011: Dollface (Kurzfilm)
- 2012: The Mending (Kurzfilm)
- 2013: Girl at the Door (Kurzfilm)
- 2013: Who the F Is Buddy Applebaum
- 2015: X-Ray Mega Airport (Dokumentarserie, 5 Episoden)
- 2016: The Sound of Fear (Kurzfilm)
- 2017: Jax in Love (Kurzfilm)
- 2018: Artbound (Fernsehserie, 1 Episode)
- 2018: Vows: A Life Sentence (Fernsehfilm)
- 2019–2020 Dealbreakers: (Fernsehserie, 20 Episoden)

Drehbuch
- 2000: Seraglio (Kurzfilm)
- 2002: Dirty Diamonds (Kurzfilm)
- 2013: Girl at the Door (Kurzfilm)
- 2016: The Sound of Fear (Kurzfilm)
- 2018: Artbound (Fernsehserie, 1 Episode)